# Шенгелия, Рамаз Александрович
Рама́з Алекса́ндрович Шенге́лия (груз. რამაზ ალექსანდრეს ძე შენგელია; 1 января 1957, Кутаиси, Грузинская ССР, СССР — 21 июня 2012, Церовани, Грузия) — советский и грузинский футболист, нападающий. Мастер спорта СССР международного класса (1980). Заслуженный мастер спорта СССР (1981).

## Биография
Мегрел. Начал играть в группах подготовки «Торпедо» (Кутаиси) у Карло Хурцидзе (1968). При наборе в школу Рамаз никак себя не проявил, но благодаря настойчивым просьбам отца его взяли в школу на испытательный срок.
В 1971—1976 гг. Шенгелия играл в «Торпедо» Кутаиси. В начале 1977 года вместе с партнерами по «Торпедо» Т. Сулаквелидзе и Т. Костава был приглашен тренером Нодаром Ахалкаци в тбилисское «Динамо».
Уже в 1978 году Шенгелия был признан лучшим футболистом СССР, а в 1979 г. дебютировал в составе сборной СССР по футболу. В 1980 году стал чемпионом Европы среди молодёжных команд. Тем не менее, на Олимпиаду-80 его не взяли.
1981 — самый успешный для Шенгелия год. Он, в составе тбилисского «Динамо», — победитель Кубка Кубков, вместе со сборной СССР пробился в финальную часть ЧМ-82 (выступал там во всех матчах, забил гол шотландцам), снова признан лучшим футболистом страны. Шенгелия отличали голевое чутье, высокая стартовая скорость, функциональная готовность, полная самоотдача на поле.
В августе 1981 ярко выступил на предсезонном «турнире четырёх» в Испании. Динамовцы в полуфинале уступили мадридскому «Реалу» 2:4 (ведя по ходу встречи 2:1), а в матче за 3-е место выиграли у «Баварии» — 2:1. Все четыре мяча в составе тбилисцев провёл Рамаз Шенгелия.
Всего в сборной СССР провёл 26 матчей, забил 10 голов.
После 1983 года карьера спортсмена пошла на спад. В сборной он больше не появлялся, а в «Динамо» ничем особенным не отличался. Исключением стал сезон 1987 года, когда Рамаз блеснул в розыгрыше Кубка УЕФА 87/88 забив 4 гола в 6 матчах и в союзном первенстве вошёл в десятку лучших бомбардиров (11 голов в 27 матчах).
В 1989 году провёл сезон за шведский ФК «Хольмсунд», после чего завершил карьеру. Позже Шенгелия жалел, что прекратил выступления довольно рано.
Окончил Грузинский институт физкультуры и ТГУ (юридический факультет, 1986).
С 15 февраля 1990 г., с момента проведения учредительной конференции Грузинской федерации футбола, работал в её структуре. Начальник отдела сборных команд Федерации футбола Грузии (1990—1992). В середине 1990-х годов несколько лет был техническим директором сборной Грузии, которую тренировал Александр Чивадзе.
В 2004 году попал в аварию, когда на машине возвращался из Кутаиси в Тбилиси. Врачи диагностировали внутричерепную гематому, после чего Шенгелия всё реже выходил на футбольное поле в составе команды ветеранов.
В мае 2012 был назначен почетным вице-президентом Федерации футбола Грузии.
Скончался на 56-м году жизни 21 июня 2012 года от сердечного приступа у себя на даче в местечке Церовани, в 15 км от Тбилиси. Во время панихиды в центре Тбилиси установили огромный экран, чтобы поклонники футбола могли полюбоваться голами Шенгелия. Похоронен на Сабурталинском кладбище, в пантеоне выдающихся деятелей Грузии.
На смерть футболиста откликнулись многие известные деятели спорта. В телеграмме соболезнования от президента ФИФА Йозефа Блаттера отмечалось, что «Рамаз Шенгелия был одним из лучших футболистов и голеадоров Европы». Первый вице-президент Российского футбольного союза Никита Симонян отметил: «Рамаз Шенгелия был высококлассным футболистом, открытым и порядочным человеком. Яркая и выразительная игра Рамаза не оставляли равнодушными многочисленных болельщиков футбола, память о Рамазе навсегда останется в наших сердцах».

## Семья
Жена — работница детского сада.
Сын Георгий — футболист, играл в командах Грузии и Кипра, выступал за юношеские и молодёжные сборные Грузии. Из-за травм ему пришлось рано уйти из футбола, в настоящее время[какое?] работает в Тбилиси тренером в футбольной академии, основанной бывшим голкипером тбилисского «Динамо» Карло Мчедлидзе.
Дочь замужем за футболистом кутаисского «Торпедо»[каким?].

## Достижения

### Командные
- Чемпион СССР: 1978
- Серебряный призёр чемпионата СССР: 1977
- Бронзовый призёр чемпионата СССР: 1981
- Обладатель Кубка СССР: 1979
- Финалист Кубка СССР: 1980
- Обладатель Кубка обладателей кубков: 1981
- Чемпион Европы среди молодёжных команд: 1980
- Серебряный призёр Спартакиады народов СССР  (в составе сборной Грузии): 1979

### Личные
- Футболист года в СССР: 1978, 1981
- В списке 33 лучших футболистов сезона: 5 раз
- Лучший бомбардир чемпионата СССР: 1981 (23 гола)
- Лучший бомбардир Кубка обладателей кубков УЕФА: 1981/82 (6 голов)
- Член клуба бомбардиров им. Григория Федотова

## Статистика
| 1973 | Торпедо (Кутаиси) | Первая лига | 1   | 0   | 0  | 0  | 0  | 0  |
| 1974 | Торпедо (Кутаиси) | Первая лига | 14  | 2   | 0  | 0  | 0  | 0  |
| 1975 | Торпедо (Кутаиси) | Первая лига | 33  | 15  | 1  | 0  | 0  | 0  |
| 1976 | Торпедо (Кутаиси) | Первая лига | 27  | 12  | 0  | 0  | 0  | 0  |
| 1977 | Динамо (Тбилиси)  | Высшая лига | 24  | 5   | 1  | 0  | 5  | 2  |
| 1978 | Динамо (Тбилиси)  | Высшая лига | 28  | 15  | 6  | 1  | 4  | 2  |
| 1979 | Динамо (Тбилиси)  | Высшая лига | 29  | 8   | 8  | 3  | 4  | 1  |
| 1980 | Динамо (Тбилиси)  | Высшая лига | 32  | 17  | 6  | 1  | 4  | 2  |
| 1981 | Динамо (Тбилиси)  | Высшая лига | 32  | 23  | 1  | 1  | 9  | 7  |
| 1982 | Динамо (Тбилиси)  | Высшая лига | 26  | 16  | 2  | 1  | 6  | 1  |
| 1983 | Динамо (Тбилиси)  | Высшая лига | 27  | 11  | 1  | 0  | 0  | 0  |
| 1984 | Динамо (Тбилиси)  | Высшая лига | 29  | 9   | 3  | 2  | 0  | 0  |
| 1985 | Динамо (Тбилиси)  | Высшая лига | 22  | 6   | 1  | 0  | 0  | 0  |
| 1986 | Динамо (Тбилиси)  | Высшая лига | 3   | 0   | 0  | 0  | 0  | 0  |
| 1987 | Динамо (Тбилиси)  | Высшая лига | 27  | 9   | 6  | 3  | 6  | 4  |
| 1988 | Динамо (Тбилиси)  | Высшая лига | 5   | 1   | 0  | 0  | 0  |    |
| 1989 | Хольмсунд         | Вторая лига | 13  | 2   | ?  | ?  | 0  | 0  |
|      | Всего             |             | 371 | 151 | 35 | 12 | 33 | 18 |

## Память
В 2013 году усилиями сына Георгия Шенгелия и друзей Рамаза создан «Благотворительный фонд имени Рамаза Шенгелия». Фонд будет содействовать развитию детского футбола, поиску талантов, оказанию помощи ветеранам, проведению турниров имени Рамаза.
В январе 2013 в Грузии прошёл первый детский турнир имени Рамаза Шенгелия, финал прошёл в Кутаиси, победителем стала команда действующей в Тбилиси Академии имени Тенгиза Сулаквелидзе. Планируется, что турнир станет традиционным, масштабным и международным с участием клубов разных стран.
В 2015 году стадиону «Центральный» в Кутаиси было присвоено имя Рамаза Шенгелия.